# Ignacy Blumer

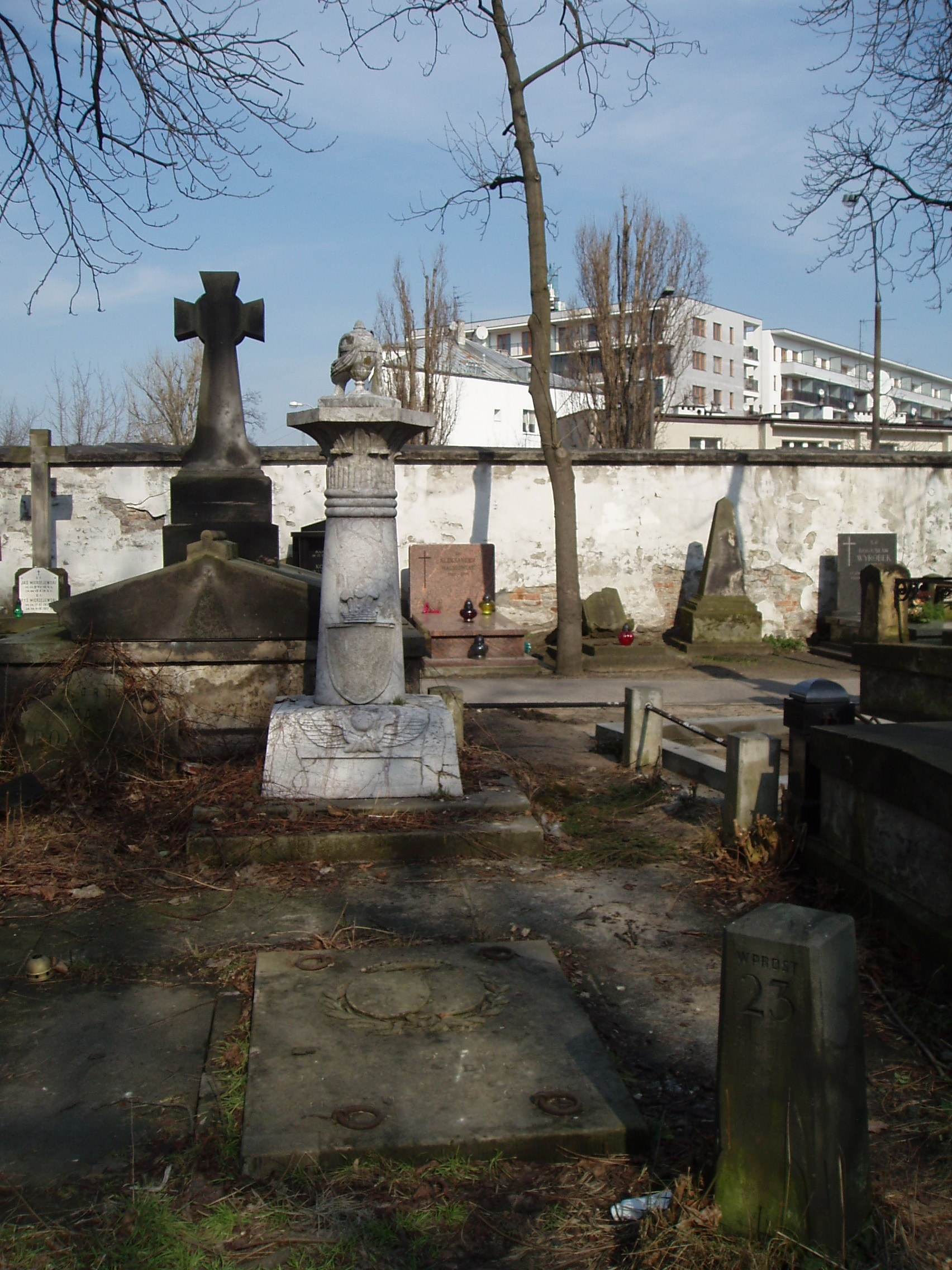
Grób Blumerów (marzec 2007)

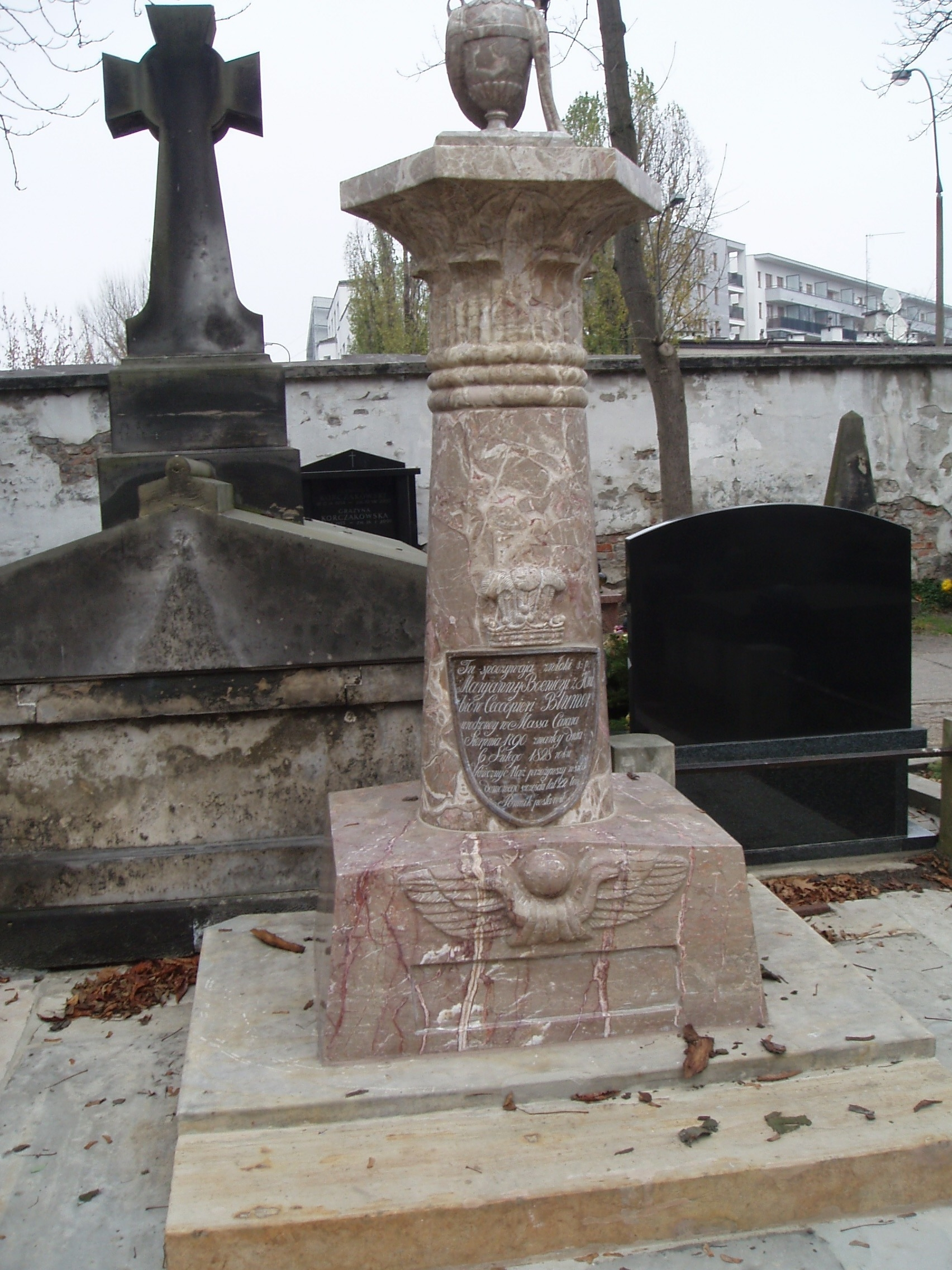
Odrestaurowany grobowiec Blumerów, listopad 2007

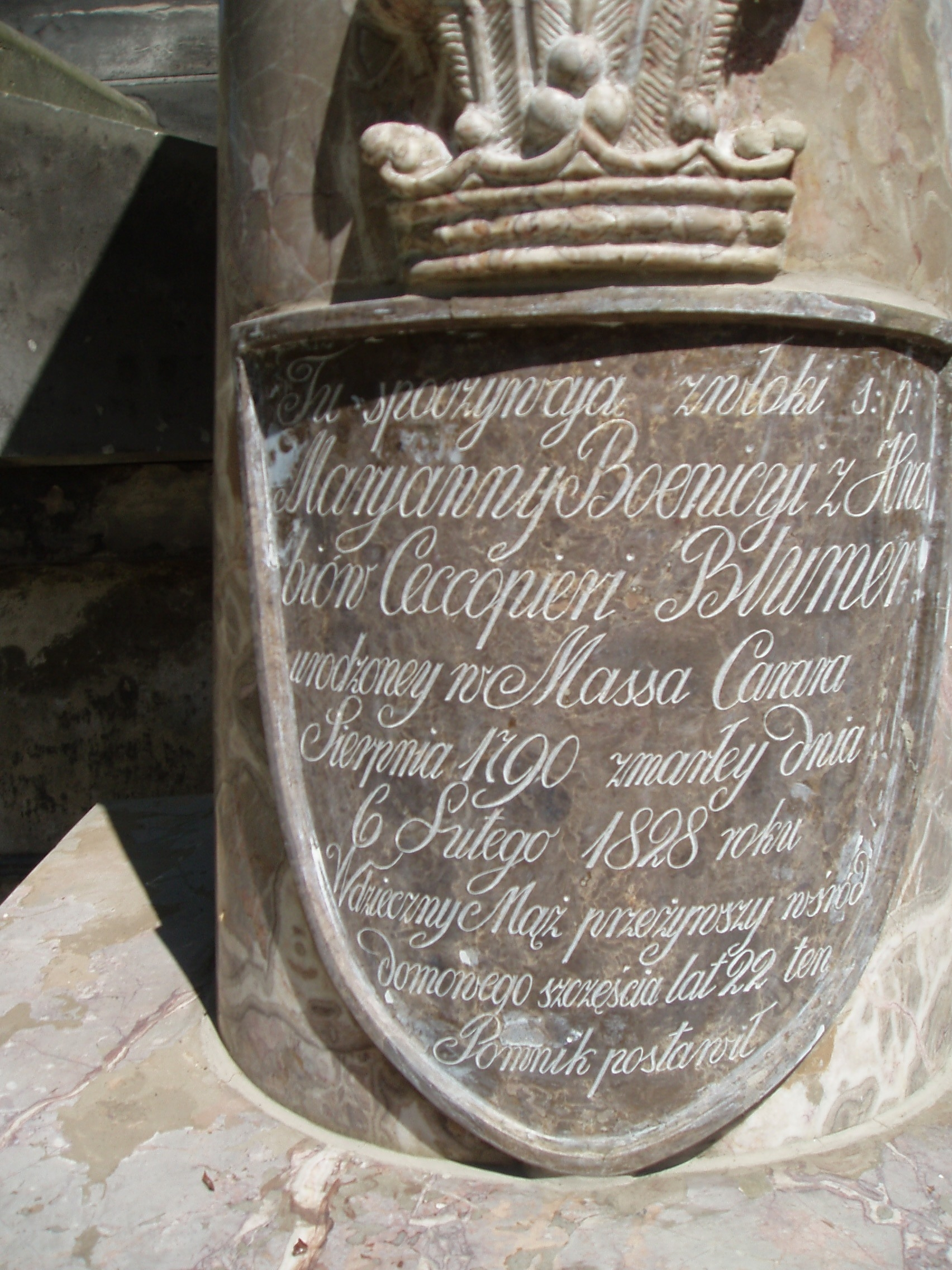
Napis na grobie Blumerów na Powązkach (po restauracji)

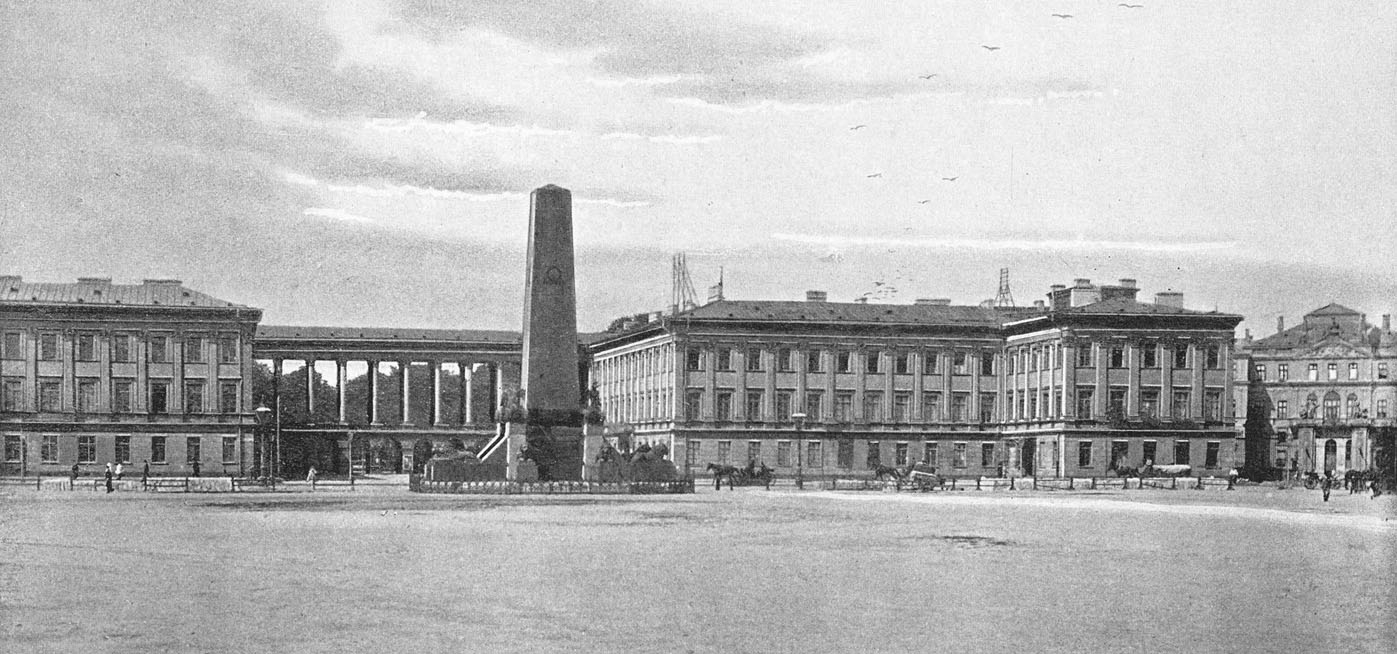
Obelisk na Placu Saskim (fot. sprzed 1894 r.)

Ignacy Aleksander O’Blumer (ur. 31 lipca 1773 w Olszy na Podolu, zm. 29 listopada 1830 w Warszawie) – generał brygady wojsk Królestwa Polskiego, uczestnik wojny 1792 roku, insurekcji kościuszkowskiej, oficer Legionów Polskich Jana Henryka Dąbrowskiego i wojsk polskich Księstwa Warszawskiego, wolnomularz.

## Życiorys
Rodzina Blumer (pierwotnie: O’Bloomer) była pochodzenia irlandzkiego, przeniosła się do Rosji za panowania Piotra Wielkiego, któremu dziadek Ignacego, pułkownik artylerii angielskiej, służył jako instruktor tej broni. Ojciec Blumera, Piotr, ożenił się z Aniela Szawrońską i osiadł w Polsce, na Podolu, anektowanym po I rozbiorze przez Austrię. Ignacy, który wykształcenie otrzymał w domu, przedarł się w czasach Sejmu Czteroletniego przez granicę galicyjską, zaciągnął się jako towarzysz do polskiej kawalerii narodowej i odbył jako kawalerzysta kampanię roku 1792, biorąc udział w m.in. bitwie pod Zieleńcami. Po klęsce Polaków jego brygada została przymusowo wcielona do wojska rosyjskiego; na wieść o wybuchu powstania kościuszkowskiego Blumer przedostał się do Warszawy i służył w ułanach królewskich, gdzie postąpił na porucznika. Po klęsce powstania powrócił do Galicji, ale wkrótce przez Wołoszczyznę i Turcję przedostał się do Włoch i wstąpił jako porucznik do Legionów Dąbrowskiego; po bitwie pod Legnago został na placu boju awansowany na kapitana.
W roku 1801 Blumer, wcielony wraz z innymi legionistami do armii francuskiej, odpłynął z ekspedycją generała Leclerc'a na San Domingo, gdzie się wyróżnił w roku 1803, przeprowadzając bez straty ani jednego żołnierza ewakuację swych 112 ludzi atakowanych przez 5000 Murzynów, za co postąpił na podpułkownika. W czasie epidemii żółtej febry uratował mu życie wyjątkowo silny organizm (miał ok. 1,90 m wzrostu i odznaczał się olbrzymią siłą fizyczną).
Blumer wraz ze swoim oddziałem zaokrętował się na francuski okręt płynący do Europy, który jednak został zatrzymany przez angielski bryg „Racoon”. Anglicy po wzięciu do niewoli załogi francuskiej, pozostawili Polaków na okręcie. Blumer objął dowództwo ze swoją załogą i dał się poznać jako pirat działający na wodach karaibskich. W czasie jednej z angielskich obław na piratów załoga Blumera była zmuszona do wylądowania na wybrzeżach Florydy, gdzie chcieli założyć polską kolonię. Blumer nie był zainteresowany tą ideą i ze zdobytym majątkiem wrócił do Europy.
W roku 1807, po paru latach służby na Korsyce, Blumer powrócił do Polski, gdzie jako podpułkownik zaczął służbę w 5 pułku piechoty. W kampanii przeciwko Prusom i Austrii wyróżnił się w bitwie pod Raszynem, po której otrzymał Order Virtuti Militari. Odznaczył się później także przy szturmie Smoleńska w wojnie Napoleona przeciw Rosji roku 1812 i został przez cesarza mianowany pułkownikiem i kawalerem Legii Honorowej. W roku 1813 otrzymał od księcia Józefa dowództwo obrony Modlina u boku francuskiego generała Dandelsa i odmówił w imieniu oddziałów polskich podpisania aktu kapitulacji.
Po upadku monarchii napoleońskiej i Księstwa Warszawskiego Blumer służył jako dowódca Pułku 8 Piechoty Liniowej w armii Królestwa Kongresowego. 29 października 1818 został awansowany na generała brygady i wyznaczony na stanowisko dowódcy 2. Brygady 2 Dywizji Piechoty. 
Był członkiem Sądu Wojennego Najwyższego, w zastępstwie Sądu Sejmowego, powołanego do sądzenia oskarżonych o przynależność do Wolnomularstwa Narodowego. Wielki książę Konstanty Pawłowicz powierzał mu chętnie zadania w sądownictwie wojskowym, szczególnie w procesach o dezercję, przy których Blumer słynął z drakońskiej surowości i bezwzględności. Odznaczony Orderem Świętego Stanisława I klasy z nadania Aleksandra I Romanowa.
Odznaczony rosyjskim Orderem św. Anny I klasy. W 1830 został nagrodzony Znakiem Honorowym za 30 lat nieskazitelnej służby (pomimo wyroku skazującego przez sąd wojenny).
Generał Blumer, przeciwny powstaniu listopadowemu, zginął w ciągu nocy listopadowej w walce o warszawski Arsenał w szeregach oddziałów wiernych cesarzowi Mikołajowi I. Pochowano go w grobowcu pierwszej żony na warszawskich Powązkach (kwatera 23 wprost-1-7).
Po upadku powstania władze zaborcze o zabójstwo generała oskarżyły pchorążego Wiktora Tylskiego. W rzeczywistości, co ustalono w wyniku śledztwa, gen. Blumer otrzymał 3 rany: 2 od bagnetów, 1 postrzał z karabinu feldfebla Jakuba Grabowskiego, żołnierzy 5 ppl.

## Działalność wolnomularska
Był członkiem loży Les Frères réuni (Wielki Wschód Francji) w Cap Français (San Domingo), a po powrocie do Francji w 1804, w stopniu mistrza, loży La Colombe (Wielki Wschód Francji) w Paryżu. 3 lipca 1805 roku przyłączył się (afiliował) do loży Frères unis (Wielki Wschód Włoch w Mediolanie) przy 1. pułku piechoty liniowej polskiej. Przed połową 1814 - osiągnął 7. stopień wtajemniczenia obrządku francuskiego (kawaler różanego krzyża) i należał do loży Saint Louis de la Martinique des Frères réunis (Wielki Wschód Francji)
w Paryżu.

## Życie prywatne
Ignacy Blumer był dwukrotnie żonaty: od 1805 z włoską hrabianką Marią Benicją Ceccopieri (1790–1828), córką Alberyka i Teresy z Lucianich, z którą nie miał dzieci, i od 1829 z Konstancją Bonin-Sławianowską (zm. 4 maja 1870 w Meranie), córką Jana i Michaliny z Bielińskich, z którą miał syna, żyjącego jeszcze w  roku 1870, gdyż zawiadamiał o śmierci matki.

## Grobowiec Blumera na Powązkach
Wspaniały marmurowy grobowiec z egipskim obeliskiem, ozdobionym symbolem boga Ra, który generał wystawił dla pierwszej żony, był zaniedbany już koło 1851 (co opisał Wójcicki, zob. niżej). Mimo to zachował się po dziś dzień (kwatera 23 wprost), lecz był do niedawna w opłakanym stanie. Generał nigdy go nie wykończył – na obelisku brak jest herbu Blumerów – wdowa po nim sprawę także zaniedbała i nie umieściła na nagrobku nazwiska męża. Ozdobiona koroną hrabiowską tarcza nad symbolem boga Ra nosiła kiedyś napis Tu spoczywają zwłoki ś.p. Maryjanny Benicji z hrabiów Ceccopieri Blumer, urodzonej w Massa-Carrara d. 23 sierpnia 1790, zmarłej d. 6 lutego 1828 r. Wdzięczny mąż przeżywszy wśród domowego pożycia lat 22, ten pomnik postawił. Z biegiem lat napis uległ erozji kamienia, lecz został pieczołowicie odtworzony przy restauracji pomnika w roku 2007. Grobowiec posiadał kiedyś najpiękniejsze okratowanie na całym cmentarzu, które dziś możemy oglądać tylko na litografii w książce Wójcickiego. W ostatnich latach życia generał urządził sobie w grobowcu „świątynię dumania”: miał tam stolik, w szufladzie którego trzymał włoskie modlitewniki i listy od żony, i dwa krzesła. Na stoliku stały dwa lichtarze ze świecami i dwie zapieczętowane butelki z nieznaną zawartością. Nad trumną żony wisiał jej portret malowany olejem na blasze. Blumer przychodził tam codziennie, medytował i modlił się po włosku. Po jego śmierci pochowano go tam już 30 listopada, nad trumną umieszczono jego portret, również malowany olejem na blasze, na stoliku jego kapelusz generalski, który miał na sobie w chwili śmierci. Gdy z okazji otwarcia grobu w roku 1851 wszedł tam Wójcicki, uznał, że „wszystko już strawił ząb czasu”: książki, listy, portret żony i kapelusz były zapleśniałe, krzesła się rozpadły, ocalał tylko jeszcze stolik z lichtarzami i portret Blumera.
Od maja 2007 grobowiec Blumerów poddany został konserwacji, zakończonej jesienią tegoż roku.

## Pomnik oficerów poległych z rąk powstańców
Nazwisko Ignacego Blumera znalazło się na wzniesionym z rozkazu cara Mikołaja I 30-metrowym obelisku na Placu Saskim, odsłoniętym w 1841, upamiętniającym siedmiu polskich oficerów poległych z rąk powstańców w noc listopadową, z napisem Polakom poległym w 1830 r. za wierność swojemu Monarsze. Pomnik został zaprojektowany przez Antonia Corazziego, a rzeźby, odlane z armat zdobytych na polskich wojskach powstańczych, wykonał znamienity artysta Konstanty Hegel. Pomnik, przeniesiony w 1894 na Plac Zielony (obecnie plac J. H. Dąbrowskiego), został rozebrany w 1917.

## Literatura dodatkowa
- Ks. Kamil Kantak: Blumer Ignacy. W: Polski Słownik Biograficzny. T. 2: Beyzym Jan – Brownsford Marja. Kraków: Polska Akademia Umiejętności – Skład Główny w Księgarniach Gebethnera i Wolffa, 1936, s. 128–129. Reprint: Zakład Narodowy im. Ossolińskich, Kraków 1989, ISBN 83-04-03291-0